# 7173 Sepkoski
7173 Sepkoski eller 1988 PL1 är en asteroid i huvudbältet som upptäcktes den 15 augusti 1988 av det amerikanska astronom paret Eugene M. och Carolyn S. Shoemaker vid Palomar-observatoriet. Den är uppkallad efter Jack Sepkoski.
Asteroiden har en diameter på ungefär 4 kilometer och den tillhör asteroidgruppen Hungaria.